# Rockbridgeïta
La rockbridgeïta és un mineral de la classe dels fosfats, que pertany al grup de la rockbridgeïta. Rep el seu nom del comtat de Rockbridge, a l'estat de Virgínia (Estats Units), a on es troba la localitat tipus.

## Característiques
La rockbridgeïta és un fosfat de fórmula química Fe2+Fe3+
4(PO₄)₃(OH)₅. Cristal·litza en el sistema ortoròmbic. La seva duresa a l'escala de Mohs es troba entre 3,5 i 4,5. És un mineral isostructural amb la frondelita i la plimerita. Visualment és similar a la dufrenita i natrodufrenita.
Segons la classificació de Nickel-Strunz, la rockbridgeïta pertany a «08.BC - Fosfats, etc. amb anions addicionals, sense H₂O, només amb cations de mida mitjana, (OH, etc.):RO₄ > 1:1 i < 2:1» juntament amb els següents minerals: angelel·lita, frondelita, plimerita i aerugita.

## Formació i jaciments
És un mineral secundari resultant de l'alteració dels fosfats primaris. Va ser descoberta a la mina Midvale, a la localitat homònima del comtat de Rockbridge, a Virgínia, Estats Units. Ha estat descrita en altres localitats tot i que els jaciments on s'hi troba no són gaire abundants. Als territoris de parla catalana ha estat trobada només a la serra de l'Albera (Pirineu Oriental, Catalunya Nord): als camps de pegmatites de Cotlliure i d'Argelers de la Marenda, així com a Castell Valmy, també a Argelers de la Marenda.